# Скоморохівська сільська рада (Сокальський район)
Скоморохівська сільська рада — колишній орган місцевого самоврядування у Сокальському районі Львівської області. Адміністративний центр ради — село Скоморохи.

## Загальні відомості
Водоймища на території, підпорядкованій даній раді: річка Західний Буг.

## Населені пункти
Сільській раді підпорядковані населені пункти:
- с. Скоморохи
- с. Перетоки
- с. Ромош

## Склад ради
Рада складається з 16 депутатів та голови.

### Керівний склад попередніх скликань
| ПІБ                       | Основні відомості                                                           | Дата обрання | Дата звільнення |
| ------------------------- | --------------------------------------------------------------------------- | ------------ | --------------- |
| Марущак Марія Ярославівна | Сільський голова, 1960 р.н., освіта, Всеукраїнське об'єднання «Батьківщина» | 26.03.2006   | 31.10.2010      |
| Гібляк Надія Ярославівна  | Сільський голова, 1961 р.н., освіта вища, позапартійна                      | 31.10.2010   |                 |

Примітка: таблиця складена за даними джерела